# Getúlio Vargas
Getúlio Dornelles Vargas (São Borja, 19 d'abril de 1882 — Rio de Janeiro, 24 d'agost de 1954) va ser un polític brasiler, cap civil de la Revolució de 1930 que va posar fi a la República Velha.
Vargas era membre d'una oligarquia de gaúchos i va ser dues vegades president del Brasil. Va governar Brasil de 1930 a 1934 en el govern provisional; de 1934 a 1937 en el govern constitucional, triat pel Congrés Nacional; de 1937 a 1945 a l'Estado Novo, en el període conegut com Era Vargas; i de 1951 a 1954 com a president electe pel vot directe.

## Carrera política a Rio Grande do Sul

### Diputat estatal
En 1909 fou escollit diputat pel Partido Republicano Riograndense a la cambra de l'estat de Rio Grande i de nou en 1913, renunciant aviat per desavinences i retornant en 1917 i aquell mateix any i en 1921, i de 1922 a 1924 fou el líder del PRR a l'Assembleia dos Representantes.

### Diputat federal
Quan es disposava a presentar-se al govern de l'Estat de Rio Grande do Sul a la revolució de 1923 va ser cridat a presentar-se a un escó de diputat federal pel seu partit en la vacant oberta per la mort del diputat federal Rafael Cabeda. Escollit, va arribar a ser líder de la banqueta de Rio Grande do Sul a la Cambra dels Diputats i en ser elegit diputat federal a la legislatura de 1924 a 1926, va seguint com a líder de la banqueta de Rio Grande do Sul a la Cambra.
Va assumir el ministeri d'Hisenda el 15 de novembre de 1926 durant el govern de Washington Luís, implementant la reforma monetària i de canvi durant aquest període. Va deixar el càrrec el 17 de desembre de 1927 per presentar-se a la presidència de Rio Grande do Sul, sent elegit pel mandat del 25 de gener de 1928 al 25 de gener de 1933 succeint Borges de Medeiros.

### Governador de Rio Grande do Sul
Durant el seu mandat com a governador de l'estat de Rio Grande do Sul, amb João Neves da Fontoura com a vicepresident, va iniciar un fort moviment d'oposició al govern federal, reclamant la fi de la corrupció electoral, l'adopció del sufragi secret i el Sufragi femení.

## Presidència del Govern Federal
Vargas va governar per decret com a Cap del Govern Provisional, càrrec creat per la Revolució de 1930, a l'espera de l'adopció d'una nova constitució. El seu autoritarisme i la seva negativa a celebrar unes eleccions va donar lloc a la Revolució Constitucionalista de 1932 i com a resultat es va escollir una Assemblea Constitucional i es va promulgar la constitució el 16 de juliol de 1934, menys de quatre anys després que el cop d'estat hagués enderrocat l'Antiga República. Vargas va acceptar aquesta constitució, que establia el sufragi universal i donava major autoritat al govern federal, per tal de legitimar el seu poder, però en 1937 després d'un aixecament comunista, Vargas va establir una altra constitució continuant com a president, atorgant-se poders pràcticament absoluts. Aquesta nova administració, l'Estado Novo va poder suprimir totes les manifestacions de voluntat popular i va desposseir al Brasil dels instruments democràtics traslladant les funcions polítiques, econòmiques i socials dels estats al govern nacional.
Getúlio era denominat pels seus simpatitzants "pare dels pobres", i denominat per les persones de la seva proximitat com "Doctor Getúlio". La seva doctrina i el seu estil polític van ser denominats getulisme o varguisme. Els seus seguidors, encara existents, són denominats getulistes. Es va suïcidar, el 1954, amb un tret al cor, en la seva cambra, al Palau del Catete, a la ciutat de Rio de Janeiro, llavors la capital federal.
Vargas tenia una visió nova de la política brasilera per a produir el desenvolupament nacional utilitzant aranzels protectors i altres polítiques per limitar les importacions alhora que fomentava la fabricació nacional. Es va aprofitar de la ruptura de les relacions directes entre treballadors i els directors de les fàbriques del Brasil i els obrers es convertirien en la nova base del poder polític populista promulgant una legislació social que beneficiava a la classe treballadora. Els privilegis de l'agricultura van acabar i el sector es va diversificar, i la indústria va créixer mitjançant la substitució de les importacions per producte local, i la classe mitjana va guanyar més poder polític.
Va ser un dels primers presidents populistes llatinoamericans i la seva figura també és associada amb el creixement i desenvolupament de l'interior del Brasil. Durant la seva administració, el Brasil va rebutjar el model econòmic clàssic basat en les exportacions i va emfasitzar els programes industrials de la substitució de les importacions. Alguns historiadors consideren aquesta internalització la reacció als esdeveniments globals com ara les guerres mundials i el període de proteccionisme d'entre guerres dels seus principals socis comercials d'aleshores (Estats Units, Regne Unit i Alemanya). A més, Vargas havia començat el seu règim durant el període de la Gran Depressió i la caiguda del comerç que produiria la caiguda dels preus dels productes primaris. No obstant això, la determinació del Brasil i d'altres països llatinoamericans de continuar amb la política de substitució d'importacions va produir un aïllament de la competència industrial que, al seu torn, va fer estancar les indústries en un estat ineficient.
Els estudiants universitaris es van començar a mobilitzar l'any 1943 contra Vargas. Hi va haver un descontentament creixent en acabar la Segona Guerra Mundial per les polítiques autoritàries de Vargas. Els creixents moviments polítics i les manifestacions democràtiques van obligar Vargas a abolir la censura el 1945, alliberar nombrosos presoners polítics i permetre la reforma dels partits polítics, inclòs el Partit Comunista del Brasil, que va donar suport a Vargas per ordre de Moscou. Les vagues, prohibides, van començar a ressorgir per la inflació de guerra, i fins i tot Oswaldo Aranha es va mostrar partidari d'un canvi democràtic. Vargas va crear el Partido Trabalhista Brasileiro i va aconseguir el suport dels treballadors urbans i de l'esquerra. El nou codi electoral, establia el 2 de desembre de 1945 per a l'elecció del president i una assemblea constituent, i eleccions estatals el 6 de maig de 1946 i va anunciar la seva intenció de no presentar-se a la presidència.

### Renúncia a la presidència
Els militars, que temien que Vargas estigués a punt d'apoderar-se del poder absolut després que el 25 d'octubre de 1945 destituís João Alberto com a cap de la policia del Districte Federal i el substituís per Benjamin Vargas, van forçar la seva dimissió i el van destituir el 29 d'octubre. La renúncia de Getúlio Vargas al seu règim de l'Estado Novo el 1945 i la posterior redemocratització del país, amb l'adopció d'una nova constitució el 1946, marquen el final de l'era Vargas i l'inici del període conegut com la Quarta República Brasilera.

## Segona presidència
Vargas tornaria a ser President de la República el 31 de gener de 1951, elegit per vot directe. Havia heretat una economia pròspera que va acabar amb un deute exterior de 1.000 milions de dòlars, i els augments dels salaris no poden seguir el ritme de la inflació, i s'especulava que el règim de Vargas era corrupte.
Getúlio Vargas es va suïcidar el 24 d'agost de 1954 amb un tret a la cor, en la seva cambra al Palau de Catete, a la ciutat de Rio de Janeiro, aleshores capital federal.

## Llegat i homenatges
Getúlio Vargas va ser el més controvertit polític brasiler del segle xx, i la seva influència s'estén fins avui. La seva herència política és invocada per almenys dos partits polítics: el Partit Democràtic Laborista (PDT) i l'extint Partido Trabalhista Brasileiro (PTB).
En virtut de la Llei Federal núm. 12326, de 2010, el Congrés Nacional del Brasil va decretar la inscripció de Vargas en el Llibre dels Herois i Heroïnes de la Pàtria, un memorial cenotàfic situat dintre del Panteó de la Pàtria i de la Llibertat Tancredo Neves de Brasília.
El 2014, durant els setanta anys de la seva mort, es va actuar la pel·lícula Getúlio, parlant dels últims 19 dies de la seva vida al palau de Catete.